# Johann Baptist Walz
Johann Baptist Walz (* 18. Juli 1894 in Reundorf; † 13. Mai 1967) war ein deutscher römisch-katholischer Dogmatiker.

## Leben
Nach Kriegsteilnahme (1915–1917), der Priesterweihe 1920 in Bamberg, der Promotion 1922 zum Dr. theol. in Würzburg und der Habilitation 1927 für Dogmatik, vertrat Walz 1929/1930 eine Dogmatik-Professur in Bamberg und war ab 1933 am Lyzeum in Freising tätig. Seit 1934 war er außerordentlicher Universitätsprofessor in Würzburg. 1945 wurde Walz wegen Nähe zum Nationalsozialismus pensioniert.

## Schriften (Auswahl)
- Die Sichtbarkeit der Kirche. Ein Beitrag zur Grundfrage des Katholizismus. Würzburg 1924, OCLC 15497905.
- Die Fürbitte der Heiligen. Eine dogmatische Studie. Freiburg im Breisgau 1927, OCLC 422102101.
- Prophetische Geistesart. Berufung und Werk des Jeremias. Bamberg 1946, OCLC 163483709.
- Kurzgefaßtes, praktisches Handbuch für den Seelsorger auch für Juristen und Laien. Mit mehreren Formularen, erläuterten Zeichnungen für einfache und mehrfache Blutsverwandtschaft und Schwägerschaft sowie einer schematischen Übersicht über die Gültigkeit klandestiner, bzw. formlos geschlossener Ehen (Zivilehen) in der Katholischen Kirche von Christus bis zur Gegenwart mit Erläuterungen. Bamberg 1949, OCLC 1070678744.